# Майк Верстратен
Майк Верстратен (фр. Mike Verstraeten, нар. 12 серпня 1967, Мехелен) — бельгійський футболіст, що грав на позиції захисника.
Виступав, зокрема, за клуб «Жерміналь-Екерен», а також національну збірну Бельгії.

## Клубна кар'єра
У дорослому футболі дебютував 1985 року виступами за команду клубу «Мехелен», в якій провів чотири сезони, взявши участь лише у 5 матчах чемпіонату. 
Протягом 1989—1990 років захищав кольори команди клубу «Беєрсхот».
Своєю грою за останню команду привернув увагу представників тренерського штабу клубу «Жерміналь-Екерен», до складу якого приєднався 1990 року. Відіграв за команду з Антверпена наступні дев'ять сезонів своєї ігрової кар'єри. Більшість часу, проведеного у складі «Жерміналь-Екерена», був основним гравцем захисту команди.
Завершив професійну ігрову кар'єру у клубі «Андерлехт», за команду якого виступав протягом 1999—2001 років.

## Виступи за збірну
У 1997 році дебютував в офіційних матчах у складі національної збірної Бельгії. Протягом кар'єри у національній команді, яка тривала усього 2 роки, провів у формі головної команди країни 6 матчів.
У складі збірної був учасником чемпіонату світу 1998 року у Франції.

## Титули і досягнення
- Чемпіон Бельгії (3):

«Мехелен»: 1988-1989
«Андерлехт»: 1999-2000, 2000-2001
- Володар Кубка Бельгії (2):

«Мехелен»: 1986-1987
«Жерміналь-Екерен»: 1996-1997
- Володар Кубка бельгійської ліги (1):

«Антверпен»: 1999-2000
- Володар Суперкубка Бельгії (1):

«Мехелен»: 2000
- Володар Кубка володарів кубків УЄФА (1):

«Мехелен»: 1987-1988
- Володар Суперкубка УЄФА (1):

«Мехелен»: 1988